# Altenhof (Neumarkt in der Oberpfalz)

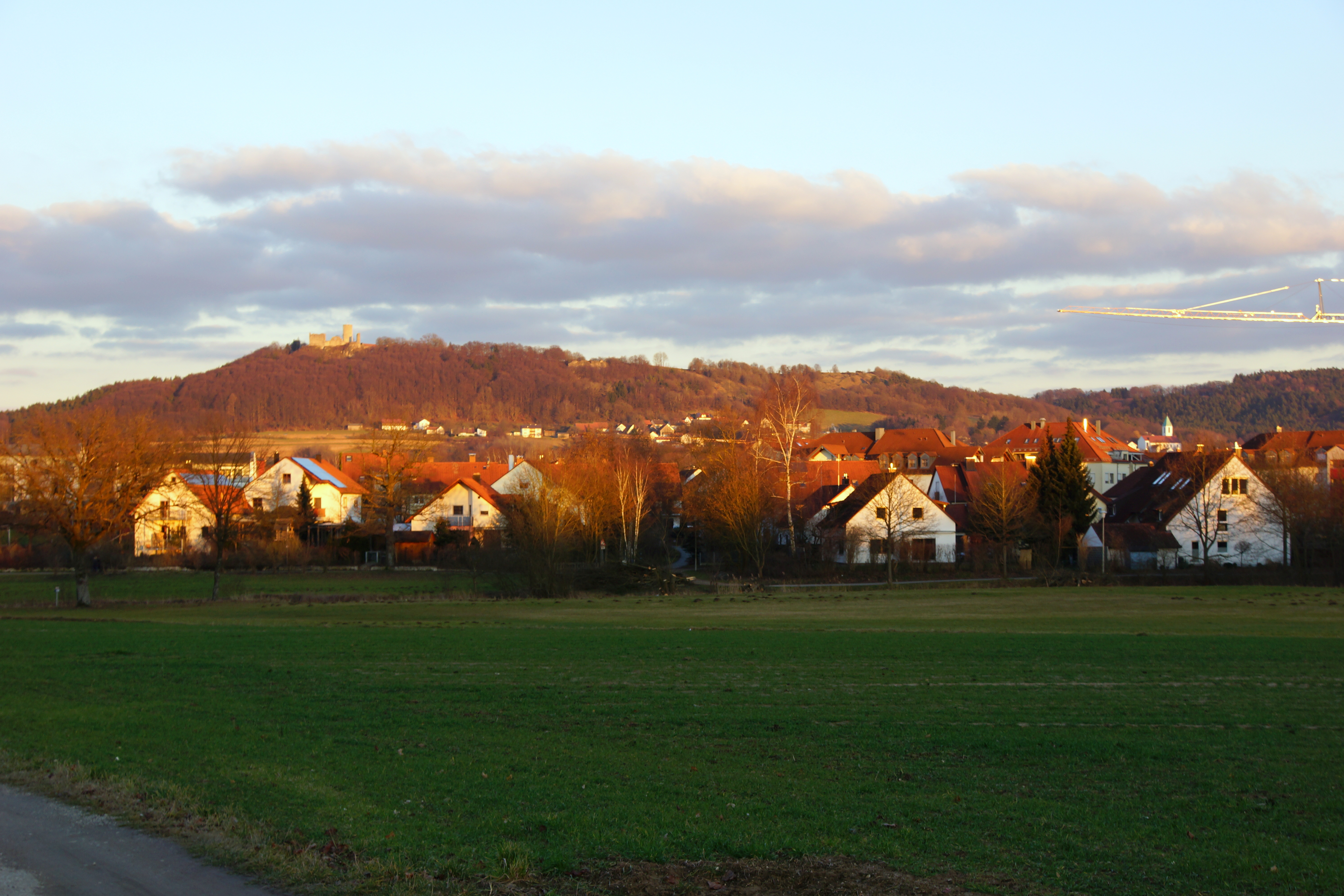
Der Altenhof von Westen

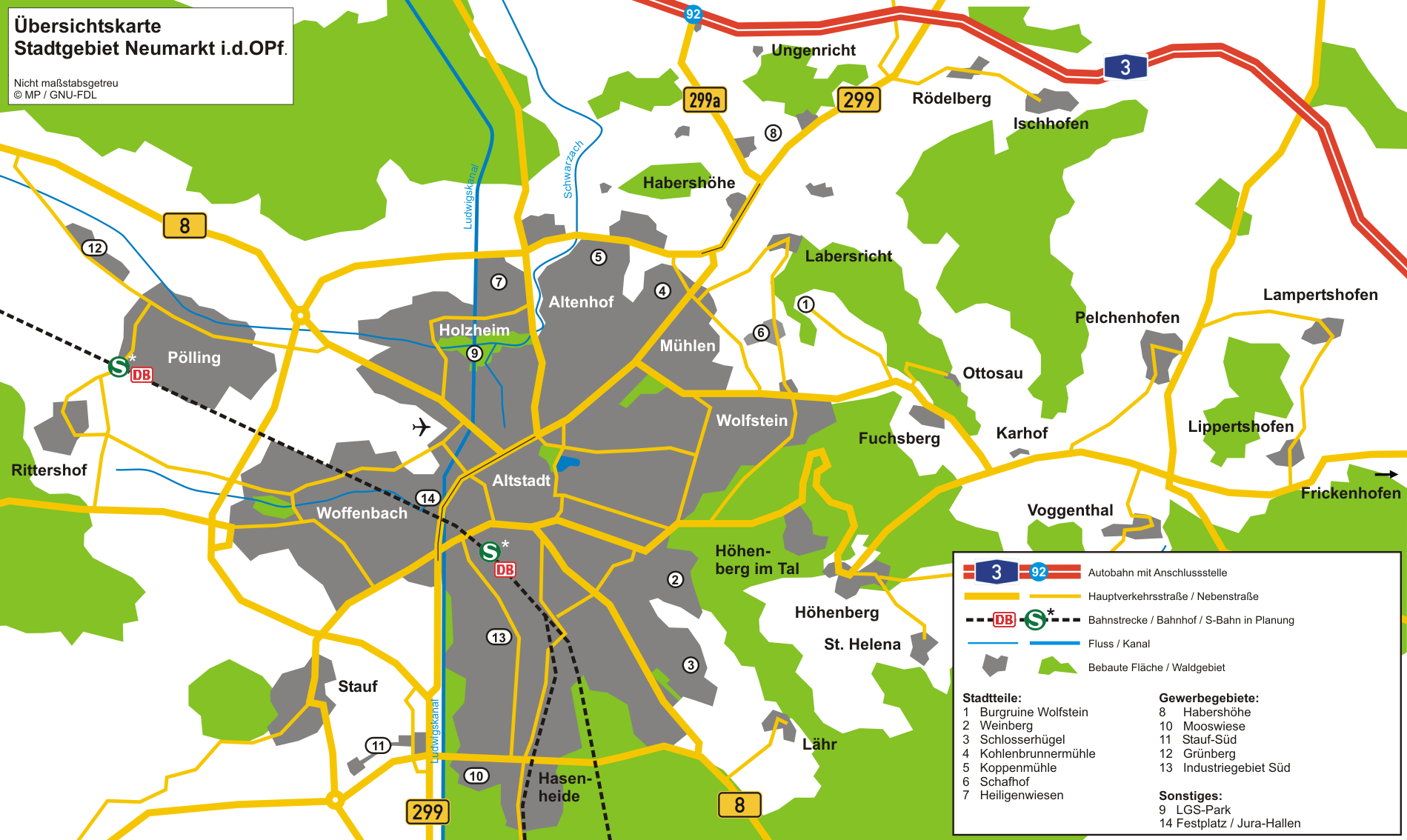
Stadtgebiet Neumarkt

Altenhof ist ein Gemeindeteil der Großen Kreisstadt Neumarkt in der Oberpfalz. Bis zur Gemeindegebietsreform, die am 1. Juli 1972 in Kraft trat, gehörte Altenhof zur Gemeinde Mühlen.

## Geografie
Altenhof liegt im Norden der Stadt, nördlich des Lohgrabens. Zu ihm gehören die folgenden Straßen: Chemnitzer Straße, Dresdner Straße, Kohlbrunnermühlstraße, Leipziger Straße, Martin-Schrettinger-Straße, Meißener Straße, Plauener Straße, Sachsenstraße und Zwickauer Straße.

## Geschichte
Der Name Altenhof oder auch Altmühle leitet sich von einem Gehöft ab, das sich am Lohgraben zwischen Kohlenbrunnermühle und Koppenmühle befindet. Bereits im 11. Jahrhundert befand sich dort wahrscheinlich eine Übernachtungsstätte, da sich an der sogenannten Bernfurt, die durch sumpfiges Gelände führte, die Handelsstraßen aus Nürnberg, Regensburg, Landshut und Pilsen kreuzten. 
Der Weiler Altenhof wurde in den 1970er und 1980er Jahren durch Neubausiedlungen erweitert.

## Kultur und Sehenswürdigkeiten
Die am westlichen Rand des Gemeindeteils gelegene Schwarzachaue wurde im Rahmen der Landesgartenschau 1998 in einen Park umgestaltet. Dort befinden sich  ein Kneipp-Becken in der Schwarzach, die Repliken einer keltischen Sonnenuhr und des Goldkegels von Buch. Das eigentliche Gelände der Landesgartenschau, der heutige LGS-Park, schließt sich im Südwesten an.

## Verkehr und Infrastruktur
In Altenhof befindet sich ein kleines Ladenzentrum mit Geschäften des täglichen Bedarfs, daneben gibt es einige Arztpraxen und Dienstleistungsbüros. 
Über die Amberger Straße und den Berliner Ring ist Altenhof an das Fernstraßennetz um Neumarkt angebunden. Die Buslinien 563 und 573 verbinden Altenhof mit der Innenstadt und dem Bahnhof.